# Rocky Marciano
Rocky Marciano, egentligen Rocco Francis Marchegiano, född 1 september 1923 i Brockton, Massachusetts, död 31 augusti 1969 i Newton, Iowa, var en amerikansk tungviktsboxare, världsmästare 1952–1956 och den ende tungviktsmästaren i historien som dragit sig tillbaka utan att ha förlorat en enda match. Marciano är en av boxningshistoriens största legendarer och invald i International Boxing Hall of Fame.

## Boxningskarriär
Marcianos familj hade italienska rötter och han föddes och växte upp i Brockton i Massachusetts. Han debuterade som professionell i boxning 1947 och vann därefter de första 16 matcherna på KO, varav nio i rond 1. Hans stora genombrott i ringen kom när han den 12 juli 1951 mötte ex-världsmästaren Joe Louis i en match där Marciano vann en KO-seger i rond 8. Detta var dock en match Marciano aldrig ville gå då Louis alltid varit hans stora idol. Drygt ett år senare vann Marciano VM-titeln genom att besegra Jersey Joe Walcott på KO i rond 13 i en hård match. I returmatchen besegrades Walcott på KO redan i rond 1.
Marciano försvarade titeln ytterligare fem gånger: sista gången mot lättungviktsmästaren Archie Moore (vinst på KO i rond 9). Efter segern avsade han sig titeln och drog sig tillbaka efter 49 raka segrar (43 KO), 0 förluster, 0 oavgjorda. Marciano, som hade en stor stryktålighet, var under sin professionella karriär nedslagen endast två gånger (Walcott match 1 och mot Archie Moore).

## Boxningsstil
Marcianos stil har kritiserats, så till vida att han boxades mer som en slagskämpe än en stilren boxare. Han beskrevs som en slugger som endast gick framåt och slog tills motståndaren inte längre orkade stå emot. Hans överlägsenhet skulle då ha grundats mer på råstyrka än på teknik.

## Utanför ringen
Till skillnad från en del andra tungviktsmästare hade Marciano ett lugnt privatliv utan skandaler. Han omkom i en flygolycka 1969, dagen innan han skulle fyllt 46, då hans plan störtade utanför Des Moines i Iowa. Han efterlämnade sin hustru Barbara, som han varit gift med sedan 1950, och sina två barn Rocco Kevin och Mary Anne.

### Webbkällor
- Marciano på boxrec.com